# GoldSim
GoldSim – це динамічне, імовірнісне програмне забезпечення для моделювання, розроблене компанією «GoldSim Technology Group». Цей симулятор для широкого використання є гібридом кількох підходів до симуляторів, що поєднують в собі розширення системної динаміки з деякими аспектами дискретно-подійного та механізмом вбудовування динамічного моделювання в рамках методу Монте-Карло.
Хоча це симулятор для широкого використання, GoldSim найбільше використовується для екологічних та інженерних аналізів ризику, які застосовуються у сферах керування водними ресурсами, гірничій справі, утилізації радіоактивних відходів, геологічній секвестрації вуглецю, аналізів ризику авіаційно-космічних місій та енергетиці.

## Історія
У 1990 році компанія «Golder Associates», міжнародна інженерно-консалтингова фірма, отримала запит від Міністерства енергетики США розробити імовірнісне програмне забезпечення для моделювання, яке можна було б використовувати для вирішення та керування питань управління радіоактивними відходами. Результатом цих зусиль були дві програми на основі MS-DOS («RIP» та «STRIP»), які використовувалися для допомоги в утилізації радіоактивних відходів Міністерством енергетики США.
У 1996 році завдяки спільним зусиллям, фінансовані компанією «Golder Associates», Міністерством енергетики США, японським інститутом розвитку ядерного паливного циклу (сьогодні «японське агентство з атомної енергії») та іспанською національною компанією радіоактивних відходів (ENRESA), можливості програм «RIP» та «STRIP» були перенесені у симулятор на основі Microsoft Windows для широкого застосування, отримавши назву «GoldSim». Значна фінансова підтримка також була отримана від NASA.
Спочатку права на користування мали лише оригінальні компанії, що фінансували програму, але у 2002 році «GoldSim» була випущена для громадськості. У 2004 році ТОВ «GoldSim Technology Group» відокремилося від компанії «Golder Associates» і зараз є цілком незалежною компанією.
Відомі застосування програми включають у себе створення основ для симулятора: 1) могильника радіоактивних відходів «Юкка-Маунтін», розробленого сандійськими національними лабораторіями; 2) обчислювальної моделі комплексної системи рівня для оцінки ефективності геологічної секвестрації вуглецю, розробленої Лос-Аламоською національною лабораторією; 3) моделювання повені, щоб краще зрозуміти та налаштувати операції на великій греблі, яка використовується для водопостачання та боротьби з повенями у штаті Квінсленд, Австралія; та 4) моделей для потенційних ризиків, пов’язаних з майбутніми пілотованими космічними місіями у космічній програмі NASA «Сузір’я», розроблених дослідницьким центром Еймса.

## Моделювання довкілля
«GoldSim» надає візуальне та ієрархічне моделювання довкілля, що дозволяє користувачам конструювати моделі, додаючи «елементи» (об’єкти моделі), що представляють собою дані, рівняння, процеси або події, і пов’язуючи їх разом у графічні уявлення, що нагадують діаграми впливу. Стрілки впливу промальовуються автоматично, оскільки елементи керуються іншими елементами. Складні системи можуть бути переведені в ієрархічні моделі «GoldSim», створивши шар «контейнерів» (або «суб-моделей»). Візуальні уявлення та ієрархічні структури допомагають користувачам створювати дуже великі і складні моделі, які, тим не менше, можна пояснити зацікавленим сторонам (наприклад: державним регулюючим органам, виборним посадовим особам, а також громадськості).
Хоча це в першу чергу безперервний симулятор, «GoldSim» має ряд особливостей, зазвичай пов’язані з дискретними симуляторами. Завдяки поєднанню цих двох методів моделювання, імітація систем, які найкраще представлені з використанням як безперервних так і дискретних моделювань, може бути точнішою. Приклади включають в себе відстеження кількості води в резервуарі, який піддається впливу безперервних припливів і відпливів, а також несподіваних штормів; відстеження кількості палива у космічному кораблі, коли він піддається впливу випадкових збурень (наприклад: відмови компонентів, екстремальних умов навколишнього середовища).
Через те, що програма спочатку була розроблена для застосування у складних екологічних ситуаціях, в яких багато вхідних даних є невизначеними і/або стохатичними, то крім того, що програма є динамічним симулятором, «GoldSim» є також симулятором методу Монте-Карло, де вхідні дані можна визначити за допомогою розподілу, а вся система моделюється велику кількість разів, щоб надати імовірнісні вихідні дані. Таким чином, програмне забезпечення включає в себе ряд обчислювальних функцій для сприяння імовірнісного моделювання складних систем, в тому числі й інструментів для створення та співвідношення стохатичних часових рядів, розширені можливості для взяття проб (включаючи метод взяття проб латинського гіперкубу, вкладений аналіз за методом Монте-Карло та вибірки за значимістю), а також підтримки для розподіленої обробки.